# Université de Marmara
L’université de Marmara (turc : Marmara Üniversitesi) est une université publique fondée en 1883 et située à Istanbul, en Turquie. Elle est l'une des plus importantes et anciennes institutions d'enseignement supérieur de Turquie. Les cours sont dispensés en turc, en anglais, en français, en allemand et en arabe, et l'université est le seul établissement d'enseignement supérieur multilingue de Turquie.
L'université de Marmara a été créée en 1883 sous le nom de Hamidiye Ticaret Mekteb-i Âlisi dans une maison du centre d'Istanbul. Lorsque les premiers étudiants ont terminé leurs cours en 1887, il n'y avait que 13 diplômés. L'université a changé plusieurs fois de nom avant de devenir l'université de Marmara en 1982. Elle compte 16 facultés distinctes et une école de médecine. L'université possède également des écoles professionnelles, des instituts académiques et des écoles supérieures, dont la plupart sont situés dans la capitale turque.
Parmi les étudiants les plus célèbres figurent notamment le président turc, Recep Tayyip Erdogan, l'acteur comique Kemal Sunal et le magnat des médias Aydın Doğan.

## Facultés

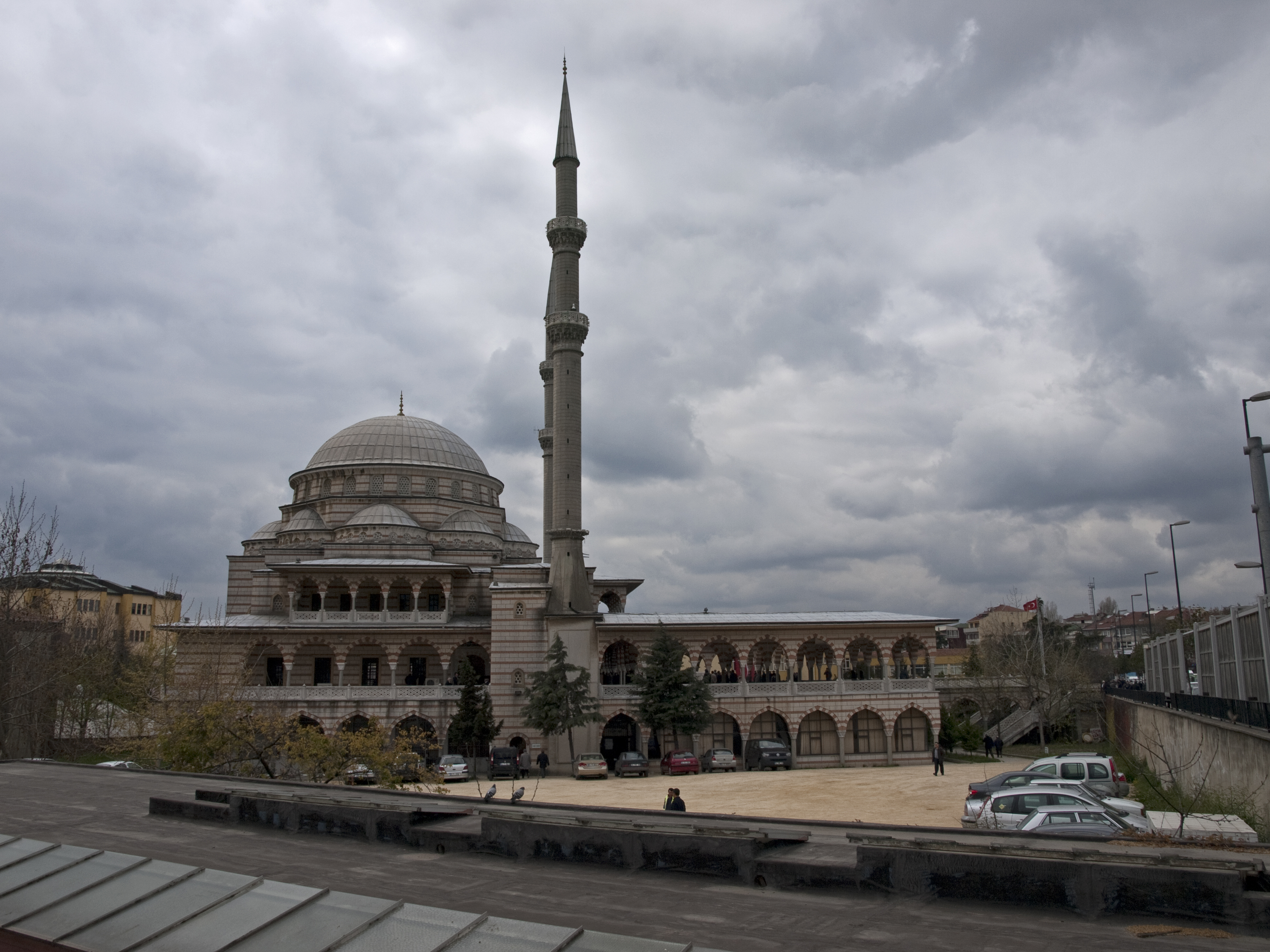
Faculté de théologie.

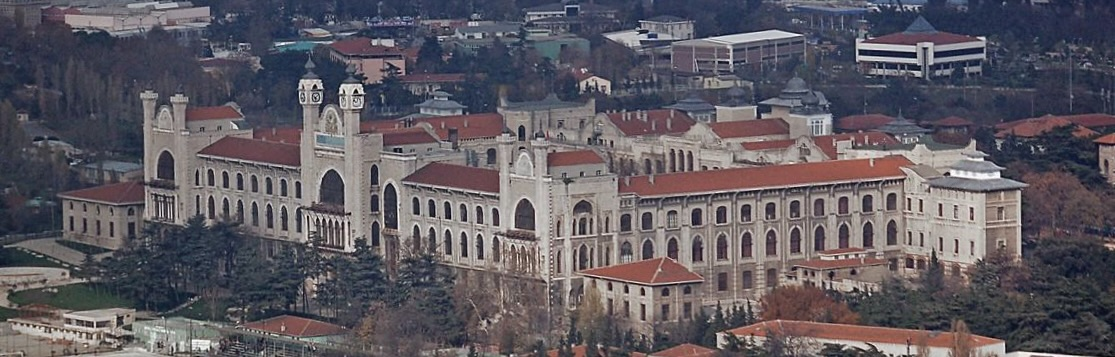
Collège impérial de médecine, actuellement le campus Haydarpaşa de l'université de Marmara dans le quartier de Kadıköy d'Istanbul.

- Faculté Atatürk des sciences de l'éducation
- Faculté de médecine dentaire
- Faculté de pharmacie
- Faculté des sciences humaines et naturelles
- Faculté des arts
- Faculté de droit
- Faculté des sciences économiques et administratives
- Faculté de théologie
- Faculté de communication et de journalisme
- Faculté des sciences de l'ingénieur
- Faculté d'enseignement technique
- Faculté de médecine
- Faculté d'éducation à la santé

## Partenariats
Desservant des étudiants de 73 pays, l'université a toujours été proactive dans la formation et l'extension de ses relations internationales. Pour concrétiser sa présence internationale, l'université de Marmara s'efforce de tisser des liens avec d'autres universités européennes, mais aussi avec des institutions situées en dehors de l'Union européenne, afin de permettre aux étudiants et aux chercheurs d'accéder à un large éventail d'opportunités.
De nombreuses unités académiques au sein de l'université ont réussi à développer des échanges d'étudiants/conférenciers dans le cadre des programmes LLP, Erasmus/Socrates proposés par la Commission européenne. Au sein de la faculté des sciences économiques et administratives, le département des sciences politiques et des relations internationales a conclu des accords Erasmus avec le Centre d'études européennes de l'université Jagellonne, en Pologne ; le département des sciences politiques de l'université de Stockholm, en Suède ; la faculté de préservation du patrimoine culturel de l'université de Bologne, en Italie ; la faculté des sciences politiques et sociales de l'université d'Anvers, en Belgique ; l'institut des sciences politiques de l'université de Ratisbonne, en Allemagne, et l'institut des sciences politiques de l'université Johannes-Gutenberg de Mayence, en Allemagne ; le collège de pédagogie sociale du collège professionnel Alice-Salomon de Hanovre, en Allemagne.
La faculté de droit a des liens avec l'université de Münster, l'université libre de Berlin, l'université de Bielefeld, l'université de Cologne en Allemagne, l'université d'Athènes en Grèce, l'université de Linz en Autriche, l'université Paris-Descartes en France et l'université de Sienne en Italie.

## Personnalités liées à l'université
- Nazım Ekren, homme politique turc et ministre d'État.
- Ahmet Davutoğlu, universitaire, diplomate et homme d'État turc.
- Nihat Ergün, homme politique turc, ancien ministre des Sciences, de l'Industrie et de la Technologie.
- Işıl Karakaş (en), juge turque à la Cour européenne des droits de l'homme.
- Mustafa Şentop, homme politique turc.
- Recep Tayyip Erdoğan, président de la République turque.
- Meral Akşener, enseignante et femme politique turque.
- Kemal Sunal, l'une des figures les plus célèbres du cinéma turque.
- Burak Özçivit, acteur turc.
- Ekrem Buğra Ekinci, juriste et universitaire turc.
- Hülya Vurnal İkizgül, céramiste, mosaïste et sculptrice turque.
- Nesrin Cavadzade, actrice turque d'origine azérie.
- Nazlı Tolga, est une présentatrice de télévision et une journaliste néerlandaise d'origine turque.
- Achmét Chatzí Osmán, homme politique grec.
- Nihat Zeybekçi, homme politique turc.
- Sevê Evin Çiçek, journaliste et défenseuse des droits de l’homme kurdo-suissesse.
- Seray Şahiner, écrivaine turque.